# Tetronarce tremens
Tetronarce tremens (Syn.: Torpedo tremens) ist eine Rochenart aus der Familie der Zitterrochen. Sie lebt meist in subtropischem Klima vor der mittel- und südamerikanischen Pazifik-Küste von Costa Rica bis Chile. Torpedo peruana, von Chirichigno F. 1963 beschrieben, ist vermutlich ein Synonym von Tetronarce tremens.

## Merkmale
Tetronarce tremens hat die für die Gattung Torpedo typische etwas breitere als lange Scheibenform, bestehend aus Leib und Brustflossen, und erreicht eine Länge von 70 cm. Die Oberseite ist grau, die Unterseite weiß.

## Lebensweise
Tetronarce tremens lebt in subtropischen Gegenden meist in sehr flachem Wasser, bei tropischem Klima wie vor Peru sieht man sie in Tiefen bis 700 m. Wie die meisten Vertreter der Familie jagt sie kleinere Fische und Weichtiere, die sie mit Hilfe ihrer Elektroplaxe mit Schlägen bis 45 Volt betäubt und dann verzehrt. Das elektrische Organ wird auch zur Verteidigung benutzt. Wie alle Zitterrochen ist die Art ovovivipar.